# Script of the Bridge
Script of the Bridge là album phòng thu đầu tay của ban nhạc post-punk người Anh The Chameleons, được phát hành ngày 1 tháng 8 năm 1983 bởi hãng thu âm Statik.
Ba đĩa đơn được trích từ album: "Up the Down Escalator", "As High as You Can Go" and "A Person Isn't Safe Anywhere These Days".

## Nội dung
Một đoạn đối thoại từ bộ phim Two Sisters from Boston (1946) được dùng để mở đầu ca khúc đầu tiên, "Don't Fall". Theo trang web chính thức của the Chameleons, "[ban nhạc] có một cái micro lắp với tivi và họ thu âm bừa một đoạn nào đó, có ý định dùng trong vài bài hát."

### Nhạc và lời
Andrew Welsh của Daily Record bình luận rằng album có "tiếng guitar giống Cure phảng phất psychedelic và những đoạn trống quân đội làm nhớ tới Joy Division."

## Quảng bá
Ba đĩa đơn chính thức và một đĩa đơn quảng bá được trích ra từ album. "Up the Down Escalator" trở thành đĩa đơn đầu tiên, ra mắt tại Anh, Đức và Tây Ban Nha vào ngày 1 tháng 1 năm 1983 bởi hãng đĩa Statik. Hãng đĩa tại Mỹ của ban nhạc, MCA Records, cũng phát hành nó như một đĩa đơn quảng bá.
Statik phát hành "Don't Fall" làm đĩa đơn quảng bá vào ngày 1 tháng 1 năm 1983.
Đĩa đơn chính thức thứ hai là "As High as You Can Go", ra mắt ngày 1 tháng 2. Đĩa đơn thứ ba và cuối cùng là "A Person Isn't Safe Anywhere These Days", phát hành ngày 1 tháng 6 tại Anh và Bồ Đào Nha.

## Tiếp nhận
| Đánh giá chuyên môn | Đánh giá chuyên môn |
| Nguồn đánh giá      | Nguồn đánh giá      |
| Nguồn               | Đánh giá            |
| ------------------- | ------------------- |
| AllMusic            | [ 9 ]               |
| Daily Record        | tích cực            |
| Record Collector    | [ 10 ]              |
| Sounds              | ***¾                |
| Trouser Press       | mixed               |

Script of the Bridge nhận được những phản hồi tích cực từ các nhà phê bình. Ned Raggett của AllMusic khen ngợi album, viết, "Script giữ vững mực thước của thứ được gọi là post-punk; một giờ xứng đáng với một loạt ca khúc tuyệt vời". Chris Jenkins, trong quyển sách The Rough Guide to Rock, gọi album là "một đĩa nhạc ấn tượng mà The Chameleons sẽ phải cố gắn để vượt qua".
Trouser Press ít tích cực hơn, viết rằng đây "không phải một album thực sự hay", nhưng "có những khoảnh khắc rất lôi cuốn".

## Danh sách ca khúc
Tất cả các ca khúc được viết bởi The Chameleons (Mark Burgess, Dave Fielding, John Lever and Reg Smithies).
| Mặt A | Mặt A                   | Mặt A      |
| STT   | Nhan đề                 | Thời lượng |
| ----- | ----------------------- | ---------- |
| 1.    | "Don't Fall"            | 4:06       |
| 2.    | "Here Today"            | 3:50       |
| 3.    | "Monkeyland"            | 5:24       |
| 4.    | "Second Skin"           | 6:50       |
| 5.    | "Up the Down Escalator" | 3:57       |
| 6.    | "Less Than Human"       | 4:12       |

| Mặt B | Mặt B                                     | Mặt B      |
| STT   | Nhan đề                                   | Thời lượng |
| ----- | ----------------------------------------- | ---------- |
| 1.    | "Pleasure and Pain"                       | 5:11       |
| 2.    | "Thursday's Child"                        | 3:22       |
| 3.    | "As High as You Can Go"                   | 3:35       |
| 4.    | "A Person Isn't Safe Anywhere These Days" | 5:43       |
| 5.    | "Paper Tigers"                            | 4:16       |
| 6.    | "View from a Hill"                        | 6:41       |

## Thành phần tham gia
The Chameleons
- Mark Burgess – guitar bass, hát, sản xuất
- Dave Fielding – guitar, sản xuất
- Reg Smithies – guitar, sản xuất, bìa đĩa
- John Lever – trống, sản

Nhạc công khác
- Alistair Lewthwaite – keyboard

Kỹ thuật
- Colin Richardson – sản xuất, kỹ thuật